# アンソニー・デスクラファニー
- アンソニー・ディスクラファーニ
- アンソニー・ディスクラファニー

アンソニー・ジェームズ・デスクラファニー（Anthony James DeSclafani, 1990年4月18日 - ）は、アメリカ合衆国ニュージャージー州モンマス郡フリーホールド出身のプロ野球選手（投手）。右投右打。MLBのニューヨーク・ヤンキース傘下所属。愛称はディスコ。
発音によるとディースクラファニー(DEE-scla-fah-nee)がより近い。

## 経歴

### プロ入り前
2008年のMLBドラフト22巡目（全体682位）でボストン・レッドソックスから指名されたが、フロリダ大学へ進学した。

### プロ入りとブルージェイズ傘下時代
2011年のMLBドラフト6巡目（全体199位）でトロント・ブルージェイズから指名され、プロ入り。
2012年、傘下のA級ランシング・ラグナッツでプロデビュー。28試合（先発21試合）に登板して11勝3敗、防御率3.37、92奪三振を記録した。

### マーリンズ時代
2012年11月19日にエミリオ・ボニファシオ、ジョン・バック、マーク・バーリー、ジョシュ・ジョンソン、ホセ・レイエスとの大型トレードで、ヘンダーソン・アルバレス、アデイニー・エチェバリア、ジェイク・マリスニック、ジェフ・マシス、ジャスティン・ニコリーノと共にマイアミ・マーリンズへ移籍した。
2013年はまず傘下のA+級ジュピター・ハンマーヘッズでプレーし、12試合に先発登板して4勝2敗、防御率1.67、53奪三振を記録した。6月にAA級ジャクソンビル・サンズへ昇格。13試合に先発登板して5勝4敗、防御率3.36、62奪三振を記録した。
2014年はAA級ジャクソンビルで開幕を迎え、8試合に先発登板した。5月14日にマーリンズとメジャー契約を結んでアクティブ・ロースター入りし、同日のロサンゼルス・ドジャース戦で先発起用されてメジャーデビュー。6回を7安打、2失点、7奪三振と好投し、MLB初勝利を挙げた。しかし2度目の登板となった5月20日のフィラデルフィア・フィリーズ戦では、5.1回を6安打5失点と打ち込まれ、MLB初黒星を喫し、5月21日にAAA級ニューオーリンズ・ゼファーズへ降格。7月20日に再昇格し、3試合に登板したが、13イニングで13失点、防御率9.00と結果を残せず、25日に再び降格した。8月8日に再昇格。昇格後はリリーフとして2試合に登板したが、8月15日に降格。登録枠が拡大された9月2日に再昇格した。9月11日に行われたミルウォーキー・ブルワーズ戦で、乱闘騒ぎ直後の6回裏無死の場面で、カルロス・ゴメスに左肘へ死球を与えたため、報復死球とみなされ一発退場となった。9月12日にMLB機構が3試合の出場停止処分を発表した。この年はMLBでは13試合（先発5試合）に登板して2勝2敗、防御率6.27、26奪三振を記録した。

### レッズ時代
2014年12月11日にマット・レイトスとのトレードで、チャド・ウォーラックと共にシンシナティ・レッズへ移籍した。
2015年は、メジャー2年目ながら先発ローテーションに定着し、チームの先発陣で唯一、規定投球回に達した。31試合の先発登板で9勝13敗、防御率4.05、151奪三振だった。
2016年は斜紋筋を痛めた影響で開幕を故障者リストで迎えたため、出遅れた。それにより20試合の先発登板に留まったが、防御率3.28、WHIP1.22はいずれも前年より良くなり、1つの完封勝利を含む9勝5敗を記録するなど、好投する場面が多かった。
2017年のスプリングトレーニング時に右肘に痛みがあることが発覚した。腱障害と診断され、すぐに治療に臨んだが、その後、肘の尺骨側副靭帯（UCL）捻挫と診断され、故障者リスト入りでの開幕を迎えることとなった。レッズは7月末にマイナーリーグのリハビリに参加させたが、腱障害の再発でリハビリは終了した。UCLは回復していたが、MLBの試合には出場せずにシーズンを終えた。
2018年6月5日のコロラド・ロッキーズ戦で約2年ぶりに先発起用された。23日のシカゴ・カブス戦では、ブライアン・ダンシングから満塁本塁打を記録した。以前に満塁本塁打を打ったレッズの投手はボブ・パーキーで、1959年の記録で相手は同じくカブスだった。この試合では先発投手として出場し、11-2でカブスから勝利を挙げた。
2020年は9試合の登板で1勝2敗だった。オフの10月28日にFAとなった。

### ジャイアンツ時代
2020年12月16日にサンフランシスコ・ジャイアンツと600万ドルの1年契約を結んだ。オプションとして最大25万ドルの出来高が含まれる。
2021年4月26日に100球で2016年以来自身2度目となる完封勝利を記録した。この年は自己最多となる13勝を記録した。オフの11月3日にFAとなったが、22日にジャイアンツと3年総額3600万ドルで再契約した。
2022年はわずか5試合の先発登板に留まり、0勝2敗と年間を通して初の勝ち星なしに終わり、短縮シーズンの2020年を除けば、いずれも自己最低となる防御率6.63、27奪三振に終わった。
2023年は19試合（1試合のみ中継ぎ）に登板して4勝8敗の負け越し、79奪三振を記録した。また、防御率は前年より改善されて4.88だった。

### ツインズ時代
2024年1月5日にロビー・レイとのトレードで、ミッチ・ハニガーと共にシアトル・マリナーズへ移籍した。その後、同月29日にホルヘ・ポランコとのトレードで、ジャスティン・トーパ、ゲイブリエル・ゴンザレス、ダレン・ボウエン、金銭と共にミネソタ・ツインズへ移籍した。ただ、この年は開幕直後の3月30日に屈筋腱を手術したことにより、シーズンを棒に振った。この影響もあり、同年はデビュー以来初めてメジャーでの登板なしに終わった。オフの10月31日にFAとなった。

### ヤンキース傘下時代
2025年5月13日にニューヨーク・ヤンキースとマイナー契約を結び、同日中にAAA級スクラントン・ウィルクスバリ・レイルライダースに配属された。

## 選手としての特徴
最速96.4mph（約155km/h）、平均93mph（約150km/h）の速球（フォーシーム、ツーシーム）と、平均87mph（約140km/h）のスライダーを投球の軸として主に使用し、その他に平均81mph（約130km/h）のナックルカーブ、平均86mph（約138km/h）のチェンジアップを投げる。

## 詳細情報

### 年度別投手成績
| 年 度    | 球 団    | 登 板 | 先 発 | 完 投 | 完 封 | 無 四 球 | 勝 利 | 敗 戦 | セ 丨 ブ | ホ 丨 ル ド | 勝 率 | 打 者 | 投 球 回 | 被 安 打 | 被 本 塁 打 | 与 四 球 | 敬 遠 | 与 死 球 | 奪 三 振 | 暴 投 | ボ 丨 ク | 失 点 | 自 責 点 | 防 御 率 | W H I P |
| -------- | -------- | ----- | ----- | ----- | ----- | -------- | ----- | ----- | -------- | ----------- | ----- | ----- | -------- | -------- | ----------- | -------- | ----- | -------- | -------- | ----- | -------- | ----- | -------- | -------- | ------- |
| 2014     | MIA      | 13    | 5     | 0     | 0     | 0        | 2     | 2     | 0        | 0           | .500  | 146   | 33.0     | 40       | 4           | 5        | 0     | 2        | 26       | 2     | 0        | 23    | 23       | 6.27     | 1.36    |
| 2015     | CIN      | 31    | 31    | 0     | 0     | 0        | 9     | 13    | 0        | 0           | .409  | 785   | 184.2    | 194      | 17          | 55       | 5     | 5        | 151      | 6     | 0        | 93    | 83       | 4.05     | 1.35    |
| 2016     | CIN      | 20    | 20    | 1     | 1     | 0        | 9     | 5     | 0        | 0           | .643  | 507   | 123.1    | 120      | 16          | 30       | 2     | 4        | 105      | 6     | 1        | 51    | 45       | 3.28     | 1.22    |
| 2018     | CIN      | 21    | 21    | 0     | 0     | 0        | 7     | 8     | 0        | 0           | .467  | 484   | 115.0    | 118      | 24          | 30       | 2     | 2        | 108      | 4     | 0        | 68    | 63       | 4.93     | 1.29    |
| 2019     | CIN      | 31    | 31    | 0     | 0     | 0        | 9     | 9     | 0        | 0           | .500  | 696   | 166.2    | 151      | 29          | 49       | 5     | 4        | 167      | 2     | 1        | 77    | 72       | 3.89     | 1.20    |
| 2020     | CIN      | 9     | 7     | 0     | 0     | 0        | 1     | 2     | 0        | 0           | .333  | 158   | 33.2     | 41       | 7           | 16       | 0     | 3        | 25       | 1     | 0        | 27    | 27       | 7.22     | 1.69    |
| 2021     | SF       | 31    | 31    | 2     | 2     | 0        | 13    | 7     | 0        | 0           | .650  | 676   | 167.2    | 141      | 19          | 42       | 1     | 2        | 152      | 7     | 0        | 61    | 59       | 3.17     | 1.09    |
| 2022     | SF       | 5     | 5     | 0     | 0     | 0        | 0     | 2     | 0        | 0           | .000  | 94    | 19.0     | 34       | 4           | 4        | 0     | 1        | 17       | 0     | 0        | 21    | 14       | 6.63     | 2.00    |
| 2023     | SF       | 19    | 18    | 0     | 0     | 0        | 4     | 8     | 0        | 0           | .333  | 419   | 99.2     | 105      | 15          | 20       | 0     | 4        | 79       | 3     | 0        | 59    | 54       | 4.88     | 1.25    |
| MLB：9年 | MLB：9年 | 180   | 169   | 3     | 3     | 0        | 54    | 56    | 0        | 0           | .491  | 3965  | 942.2    | 944      | 135         | 251      | 15    | 27       | 830      | 31    | 2        | 480   | 440      | 4.20     | 1.27    |

- 2024年度シーズン終了時
- 各年度の太字はリーグ最高

### ポストシーズン投手成績
| 年 度     | 球 団     | シ リ ｜ ズ | 登 板 | 先 発 | 勝 利 | 敗 戦 | セ ｜ ブ | 打 者 | 投 球 回 | 被 安 打 | 被 本 塁 打 | 与 四 球 | 敬 遠 | 与 死 球 | 奪 三 振 | 暴 投 | ボ ｜ ク | 失 点 | 自 責 点 | 防 御 率 |
| --------- | --------- | ----------- | ----- | ----- | ----- | ----- | -------- | ----- | -------- | -------- | ----------- | -------- | ----- | -------- | -------- | ----- | -------- | ----- | -------- | -------- |
| 2021      | SF        | NLDS        | 1     | 1     | 0     | 1     | 0        | 10    | 1.2      | 5        | 0           | 0        | 0     | 0        | 2        | 0     | 0        | 2     | 2        | 10.80    |
| 出場：1回 | 出場：1回 | 出場：1回   | 1     | 1     | 0     | 1     | 0        | 10    | 1.2      | 5        | 0           | 0        | 0     | 0        | 2        | 0     | 0        | 2     | 2        | 10.80    |

- 2024年度シーズン終了時

### 年度別守備成績
| 年 度 | 球 団 | 投手（P） | 投手（P） | 投手（P） | 投手（P） | 投手（P） | 投手（P） |
| 年 度 | 球 団 | 試 合     | 刺 殺     | 補 殺     | 失 策     | 併 殺     | 守 備 率  |
| ----- | ----- | --------- | --------- | --------- | --------- | --------- | --------- |
| 2014  | MIA   | 13        | 1         | 2         | 0         | 0         | 1.000     |
| 2015  | CIN   | 31        | 14        | 21        | 2         | 0         | .946      |
| 2016  | CIN   | 20        | 3         | 17        | 0         | 1         | 1.000     |
| 2018  | CIN   | 21        | 5         | 13        | 3         | 0         | .857      |
| 2019  | CIN   | 31        | 13        | 14        | 0         | 0         | 1.000     |
| 2020  | CIN   | 9         | 4         | 3         | 0         | 0         | 1.000     |
| 2021  | SF    | 31        | 8         | 16        | 0         | 1         | 1.000     |
| 2022  | SF    | 5         | 1         | 0         | 0         | 0         | 1.000     |
| 2023  | SF    | 19        | 10        | 18        | 1         | 2         | .966      |
| MLB   | MLB   | 180       | 59        | 104       | 6         | 4         | .964      |

- 2024年度シーズン終了時
- 各年度の太字はリーグ最高

### 背番号
- 28（2014年 - 2016年、2018年 - 2020年）
- 26（2021年 - 2023年）
- 21（2025年）